# Annalen des Wiener Museums der Naturgeschichte
Annalen des Wiener Museums der Naturgeschichte (abreviado Ann. Wiener Mus. Naturgesch.) fue una revista con ilustraciones y descripciones botánicas que fue editada en Viena desde el año 1836 hasta 1840, publicándose dos números.